# Jazowa (Basses-Carpates)
Pour les articles homonymes, voir Jazowa.
Jazowa est une localité polonaise de la gmina de Wiśniowa, située dans le powiat de Strzyżów en voïvodie des Basses-Carpates.